# FA Cup 1932-1933
La FA Cup 1932-1933 è stata la 58ª edizione della principale coppa nazionale inglese, nonché della più antica competizione calcistica del mondo. Il trofeo fu vinto per la seconda volta dall'Everton, i Toffees tornati al successo dopo 27 anni, ebbero la meglio sul Manchester City, che nella finale di Wembley, venne sconfitto con il punteggio di 3-0.

## Calendario
Il torneo principale era preceduto da due turni preliminari e quattro turni di qualificazione, mentre la competizione vera e propria, prevedeva sei turni (con i club di First e Second Division che entravano in lizza a partire dal terzo turno), prima di semifinali e finale.
In caso di pareggio dopo i novanta minuti, era prevista la ripetizione della gara, invertendo il campo. In caso di ulteriore pareggio si procedeva con altre ripetizioni, in campo neutro, fin quando una squadra non risultava vincitrice.
Le semifinali e la finale si disputavano tutte in campo neutro.
| Fase                    | Turno                        | Data                     | Squadre che entrano in questo turno | Squadre qualificate dal turno precedente |
| ----------------------- | ---------------------------- | ------------------------ | --- | ---------------------------------------- |
| Turni di qualificazione | Turno Extra-Preliminare      | Sabato 3 settembre 1932  | Non league | Non league                               |
| Turni di qualificazione | Turno Preliminare            | Sabato 17 settembre 1932 | Non league | Non league                               |
| Turni di qualificazione | Primo Turno Qualificazione   | Sabato 1 ottobre 1932    | Non league | Non league                               |
| Turni di qualificazione | Secondo Turno Qualificazione | Sabato 15 ottobre 1932   | Non league | Non league                               |
| Turni di qualificazione | Terzo Turno Qualificazione   | Sabato 29 ottobre 1932   | Non league | Non league                               |
| Turni di qualificazione | Quarto Turno Qualificazione  | Sabato 12 novembre 1932  | Non league | Non league                               |
| Torneo principale       | Primo Turno (68 squadre)     | Sabato 26 novembre 1932  | 21 squadre della Third Division North 20 squadre della Third Division South 2 squadre di non league                                                                | 25 provenienti dalle qualificazioni      |
| Torneo principale       | Secondo Turno (34 squadre)   | Sabato 10 dicembre 1932  | | 34 squadre vincitrici del primo turno    |
| Torneo principale       | Terzo Turno (64 squadre)     | Sabato 14 gennaio 1933   | 22 squadre della First Division 22 squadre della Second Division 1 squadra della Third Division North 1 squadra della Third Division South 1 squadra di non league | 17 squadre vincitrici del secondo turno  |
| Torneo principale       | Quarto Turno (32 squadre)    | Sabato 28 gennaio 1933   | | 32 squadre vincitrici del terzo turno    |
| Torneo principale       | Quinto Turno (16 squadre)    | Sabato 18 febbraio 1933  | | 16 squadre vincitrici del quarto turno   |
| Torneo principale       | Sesto Turno (8 squadre)      | Sabato 4 marzo 1933      | | 8 squadre vincitrici del quinto turno    |
| Torneo principale       | Semi-Finali (4 squadre)      | Sabato 18 marzo 1933     | | 4 squadre vincitrici del sesto turno     |
| Torneo principale       | Finale (2 squadre)           | Sabato 29 aprile 1933    | | 2 squadre vincitrici delle semifinali    |

## Primo Turno
| Gara   | Squadra di casa                 | Risultato | Squadra in trasferta            | Data             |
| ------ | ------------------------------- | --------- | ------------------------------- | ---------------- |
| 1      | Chester                         | 4–0       | Rotherham United                | 26 novembre 1932 |
| 2      | Darlington                      | 1–0       | Boston United                   | 26 novembre 1932 |
| 3      | Dartford                        | 0–0       | Yeovil & Petter's United        | 26 novembre 1932 |
| Replay | Yeovil & Petter's United        | 4–2       | Dartford                        | 1 dicembre 1932  |
| 4      | Barrow                          | 0–1       | Gateshead                       | 26 novembre 1932 |
| 5      | Bristol City                    | 4–0       | Romford                         | 26 novembre 1932 |
| 6      | Rochdale                        | 0–2       | Stockport County                | 26 novembre 1932 |
| 7      | Marine                          | 2–5       | Hartlepools United              | 26 novembre 1932 |
| 8      | Reading                         | 3–2       | Brentford                       | 26 novembre 1932 |
| 9      | Walsall                         | 4–1       | Mansfield Town                  | 26 novembre 1932 |
| 10     | Folkestone                      | 1–0       | Norwich City                    | 26 novembre 1932 |
| 11     | Gillingham                      | 1–1       | Wycombe Wanderers               | 26 novembre 1932 |
| Replay | Wycombe Wanderers               | 2–4       | Gillingham                      | 30 novembre 1932 |
| 12     | Crewe Alexandra                 | 4–0       | Crook Town                      | 26 novembre 1932 |
| 13     | Luton Town                      | 2–2       | Kingstonian                     | 26 novembre 1932 |
| Replay | Kingstonian                     | 2–3       | Luton Town                      | 30 novembre 1932 |
| 14     | Swindon Town                    | 4–1       | Dulwich Hamlet                  | 26 novembre 1932 |
| 15     | Doncaster Rovers                | 4–1       | Gainsborough Trinity            | 26 novembre 1932 |
| 16     | Wrexham                         | 3–0       | Spennymoor United               | 26 novembre 1932 |
| 17     | Tranmere Rovers                 | 3–0       | New Brighton                    | 26 novembre 1932 |
| 18     | Accrington Stanley              | 2–1       | Hereford United                 | 26 novembre 1932 |
| 19     | Northampton Town                | 8–1       | Lloyds (Sittingbourne)          | 26 novembre 1932 |
| 20     | Carlisle United                 | 1–0       | Denaby United                   | 26 novembre 1932 |
| 21     | Clapton Orient                  | 0–1       | Aldershot                       | 26 novembre 1932 |
| 22     | Crystal Palace                  | 1–2       | Brighton & Hove Albion          | 26 novembre 1932 |
| 23     | Southend United                 | 1–1       | Exeter City                     | 26 novembre 1932 |
| Replay | Exeter City                     | 0–1       | Southend United                 | 30 novembre 1932 |
| 24     | Cardiff City                    | 1–1       | Bristol Rovers                  | 26 novembre 1932 |
| Replay | Bristol Rovers                  | 4–1       | Cardiff City                    | 30 novembre 1932 |
| 25     | Merthyr Town                    | 1–1       | Queens Park Rangers             | 26 novembre 1932 |
| Replay | Queens Park Rangers             | 5–1       | Merthyr Town                    | 1 dicembre 1932  |
| 26     | Halifax Town                    | 2–0       | Darwen                          | 26 novembre 1932 |
| 27     | Stalybridge Celtic              | 2–8       | Hull City                       | 26 novembre 1932 |
| 28     | Newport County                  | 4–2       | Ilford                          | 26 novembre 1932 |
| 29     | Margate                         | 5–0       | Ryde Sports                     | 26 novembre 1932 |
| 30     | Southport                       | 3–3       | Nelson                          | 26 novembre 1932 |
| Replay | Nelson                          | 0–4       | Southport                       | 29 novembre 1932 |
| 31     | Torquay United                  | 0–0       | Bournemouth & Boscombe Athletic | 26 novembre 1932 |
| Replay | Bournemouth & Boscombe Athletic | 2–2       | Torquay United                  | 30 novembre 1932 |
| Replay | Torquay United                  | 3–2       | Bournemouth & Boscombe Athletic | 5 dicembre 1932  |
| 32     | Workington                      | 5–1       | Scunthorpe & Lindsey United     | 26 novembre 1932 |
| 33     | York City                       | 1–3       | Scarborough                     | 26 novembre 1932 |
| 34     | Guildford City                  | 1–2       | Coventry City                   | 26 novembre 1932 |

## Secondo Turno
| Gara   | Squadra di casa        | Risultato | Squadra in trasferta     | Data             |
| ------ | ---------------------- | --------- | ------------------------ | ---------------- |
| 1      | Chester                | 2–1       | Yeovil & Petter's United | 10 dicembre 1932 |
| 2      | Bristol City           | 2–2       | Tranmere Rovers          | 10 dicembre 1932 |
| Replay | Tranmere Rovers        | 3–2       | Bristol City             | 14 dicembre 1932 |
| 3      | Reading                | 2–2       | Coventry City            | 10 dicembre 1932 |
| Replay | Coventry City          | 3–3       | Reading                  | 15 dicembre 1932 |
| Replay | Reading                | 1–0       | Coventry City            | 19 dicembre 1932 |
| 4      | Walsall                | 2–1       | Hartlepools United       | 10 dicembre 1932 |
| 5      | Folkestone             | 2–1       | Newport County           | 10 dicembre 1932 |
| 6      | Crewe Alexandra        | 0–2       | Darlington               | 10 dicembre 1932 |
| 7      | Stockport County       | 2–3       | Luton Town               | 10 dicembre 1932 |
| 8      | Accrington Stanley     | 1–2       | Aldershot                | 10 dicembre 1932 |
| 9      | Bristol Rovers         | 1–1       | Gillingham               | 10 dicembre 1932 |
| Replay | Gillingham             | 1–3       | Bristol Rovers           | 14 dicembre 1932 |
| 10     | Northampton Town       | 0–1       | Doncaster Rovers         | 10 dicembre 1932 |
| 11     | Brighton & Hove Albion | 0–0       | Wrexham                  | 10 dicembre 1932 |
| Replay | Wrexham                | 2–3       | Brighton & Hove Albion   | 14 dicembre 1932 |
| 12     | Carlisle United        | 1–1       | Hull City                | 10 dicembre 1932 |
| Replay | Hull City              | 2–1       | Carlisle United          | 15 dicembre 1932 |
| 13     | Southend United        | 4–1       | Scarborough              | 10 dicembre 1932 |
| 14     | Halifax Town           | 2–1       | Workington               | 10 dicembre 1932 |
| 15     | Southport              | 1–2       | Swindon Town             | 10 dicembre 1932 |
| 16     | Torquay United         | 1–1       | Queens Park Rangers      | 10 dicembre 1932 |
| Replay | Queens Park Rangers    | 3–1       | Torquay United           | 15 dicembre 1932 |
| 17     | Gateshead              | 5–2       | Margate                  | 10 dicembre 1932 |

## Terzo Turno
| Gara   | Squadra di casa         | Risultato | Squadra in trasferta | Data            |
| ------ | ----------------------- | --------- | -------------------- | --------------- |
| 1      | Birmingham City         | 2–1       | Preston North End    | 14 gennaio 1933 |
| 2      | Blackpool               | 2–1       | Port Vale            | 14 gennaio 1933 |
| 3      | Chester                 | 5–0       | Fulham               | 14 gennaio 1933 |
| 4      | Darlington              | 2–0       | Queens Park Rangers  | 14 gennaio 1933 |
| 5      | Bury                    | 2–2       | Nottingham Forest    | 14 gennaio 1933 |
| Replay | Nottingham Forest       | 1–2       | Bury                 | 18 gennaio 1933 |
| 6      | Watford                 | 1–1       | Southend United      | 14 gennaio 1933 |
| Replay | Southend United         | 2–0       | Watford              | 18 gennaio 1933 |
| 7      | Walsall                 | 2–0       | Arsenal              | 14 gennaio 1933 |
| 8      | Leicester City          | 2–3       | Everton              | 14 gennaio 1933 |
| 9      | Sheffield Wednesday     | 2–2       | Chesterfield         | 14 gennaio 1933 |
| Replay | Chesterfield            | 4–2       | Sheffield Wednesday  | 18 gennaio 1933 |
| 10     | Grimsby Town            | 3–2       | Portsmouth           | 14 gennaio 1933 |
| 11     | Wolverhampton Wanderers | 3–6       | Derby County         | 14 gennaio 1933 |
| 12     | West Bromwich Albion    | 2–0       | Liverpool            | 14 gennaio 1933 |
| 13     | Lincoln City            | 1–5       | Blackburn Rovers     | 14 gennaio 1933 |
| 14     | Swindon Town            | 1–2       | Burnley              | 14 gennaio 1933 |
| 15     | Doncaster Rovers        | 0–3       | Halifax Town         | 14 gennaio 1933 |
| 16     | Tranmere Rovers         | 2–1       | Notts County         | 14 gennaio 1933 |
| 17     | Newcastle United        | 0–3       | Leeds United         | 14 gennaio 1933 |
| 18     | Barnsley                | 0–0       | Luton Town           | 14 gennaio 1933 |
| Replay | Luton Town              | 2–0       | Barnsley             | 18 gennaio 1933 |
| 19     | Brighton & Hove Albion  | 2–1       | Chelsea              | 14 gennaio 1933 |
| 20     | Manchester United       | 1–4       | Middlesbrough        | 14 gennaio 1933 |
| 21     | Bradford City           | 2–2       | Aston Villa          | 14 gennaio 1933 |
| Replay | Aston Villa             | 2–1       | Bradford City        | 18 gennaio 1933 |
| 22     | Millwall                | 1–1       | Reading              | 18 gennaio 1933 |
| Replay | Reading                 | 0–2       | Millwall             | 23 gennaio 1933 |
| 23     | Hull City               | 0–2       | Sunderland           | 14 gennaio 1933 |
| 24     | Oldham Athletic         | 0–6       | Tottenham Hotspur    | 14 gennaio 1933 |
| 25     | Bradford Park Avenue    | 5–1       | Plymouth Argyle      | 14 gennaio 1933 |
| 26     | Huddersfield Town       | 2–0       | Folkestone           | 14 gennaio 1933 |
| 27     | Swansea Town            | 2–3       | Sheffield United     | 14 gennaio 1933 |
| 28     | Charlton Athletic       | 1–5       | Bolton Wanderers     | 14 gennaio 1933 |
| 29     | Corinthian              | 0–2       | West Ham United      | 14 gennaio 1933 |
| 30     | Stoke City              | 1–0       | Southampton          | 14 gennaio 1933 |
| 31     | Aldershot               | 1–0       | Bristol Rovers       | 14 gennaio 1933 |
| 32     | Gateshead               | 1–1       | Manchester City      | 14 gennaio 1933 |
| Replay | Manchester City         | 9–0       | Gateshead            | 18 gennaio 1933 |

## Quarto Turno
| Gara   | Squadra di casa        | Risultato | Squadra in trasferta | Data            |
| ------ | ---------------------- | --------- | -------------------- | --------------- |
| 1      | Birmingham City        | 3–0       | Blackburn Rovers     | 28 gennaio 1933 |
| 2      | Blackpool              | 2–0       | Huddersfield Town    | 28 gennaio 1933 |
| 3      | Chester                | 0–0       | Halifax Town         | 28 gennaio 1933 |
| Replay | Halifax Town           | 3–2       | Chester              | 2 febbraio 1933 |
| 4      | Darlington             | 0–2       | Chesterfield         | 28 gennaio 1933 |
| 5      | Burnley                | 3–1       | Sheffield United     | 28 gennaio 1933 |
| 6      | Aston Villa            | 0–3       | Sunderland           | 28 gennaio 1933 |
| 7      | Bolton Wanderers       | 2–1       | Grimsby Town         | 28 gennaio 1933 |
| 8      | Middlesbrough          | 4–1       | Stoke City           | 28 gennaio 1933 |
| 9      | Luton Town             | 2–0       | Tottenham Hotspur    | 28 gennaio 1933 |
| 10     | Everton                | 3–1       | Bury                 | 28 gennaio 1933 |
| 11     | Tranmere Rovers        | 0–0       | Leeds United         | 28 gennaio 1933 |
| Replay | Leeds United           | 4–0       | Tranmere Rovers      | 1 febbraio 1933 |
| 12     | Manchester City        | 2–0       | Walsall              | 28 gennaio 1933 |
| 13     | West Ham United        | 2–0       | West Bromwich Albion | 28 gennaio 1933 |
| 14     | Brighton & Hove Albion | 2–1       | Bradford Park Avenue | 28 gennaio 1933 |
| 15     | Southend United        | 2–3       | Derby County         | 28 gennaio 1933 |
| 16     | Aldershot              | 1–0       | Millwall             | 28 gennaio 1933 |

## Quinto Turno
| Gara   | Squadra di casa        | Risultato | Squadra in trasferta   | Data             |
| ------ | ---------------------- | --------- | ---------------------- | ---------------- |
| 1      | Burnley                | 1–0       | Chesterfield           | 18 febbraio 1933 |
| 2      | Bolton Wanderers       | 2–4       | Manchester City        | 18 febbraio 1933 |
| 3      | Middlesbrough          | 0–0       | Birmingham City        | 18 febbraio 1933 |
| Replay | Birmingham             | 3–0       | Middlesbrough          | 22 febbraio 1933 |
| 4      | Sunderland             | 1–0       | Blackpool              | 18 febbraio 1933 |
| 5      | Derby County           | 2–0       | Aldershot              | 18 febbraio 1933 |
| 6      | Everton                | 2–0       | Leeds United           | 18 febbraio 1933 |
| 7      | Brighton & Hove Albion | 2–2       | West Ham United        | 18 febbraio 1933 |
| Replay | West Ham United        | 1–0       | Brighton & Hove Albion | 22 febbraio 1933 |
| 8      | Halifax Town           | 0–2       | Luton Town             | 18 febbraio 1933 |

## Sesto Turno
| Gara   | Squadra di casa | Risultato | Squadra in trasferta | Data         |
| ------ | --------------- | --------- | -------------------- | ------------ |
| 1      | Burnley         | 0–1       | Manchester City      | 4 marzo 1933 |
| 2      | Derby County    | 4–4       | Sunderland           | 4 marzo 1933 |
| Replay | Sunderland      | 0–1       | Derby County         | 8 marzo 1933 |
| 3      | Everton         | 6–0       | Luton Town           | 4 marzo 1933 |
| 4      | West Ham United | 4–0       | Birmingham City      | 4 marzo 1933 |

## Semifinali
| Wolverhampton 18 marzo 1933, ore 15:00 (GMT 0) | Everton | 2 – 1 | West Ham Utd | Molineux |

| Huddersfield 18 marzo 1933, ore 15:00 (GMT 0) | Manchester City | 3 – 2 | Derby County | Leeds Road |

## Finale
| Arbitro: | E. Wood |

|                             |           |  |
| Stein 41’ Dean 52’ Dunn 80’ | Marcatori |  |

| Everton | Manchester City |

|            |    |                  |  |
|            |    |                  |  |
| P          | 1  | Ted Sagar        |  |
| D          | 2  | Billy Cook       |  |
| D          | 3  | Warney Cresswell |  |
| C          | 4  | Cliff Britton    |  |
| C          | 5  | Tommy White      |  |
| C          | 6  | Jock Thomson     |  |
| C          | 7  | Albert Geldard   |  |
| C          | 8  | James Dunn       |  |
| A          | 9  | Dixie Dean (C)   |  |
| A          | 10 | Tommy Johnson    |  |
| A          | 11 | Jimmy Stein      |  |
| Manager: / |    |                  |  |

|           |    |                |  |
|           |    |                |  |
| P         | 1  | Len Langford   |  |
| D         | 2  | Sid Cann       |  |
| D         | 3  | Bill Dale      |  |
| D         | 4  | Matt Busby     |  |
| C         | 5  | Sam Cowan (C)  |  |
| C         | 6  | Jackie Bray    |  |
| C         | 7  | Ernie Toseland |  |
| C         | 8  | Bobby Marshall |  |
| A         | 9  | Alec Herd      |  |
| A         | 10 | Jimmy McMullan |  |
| A         | 11 | Eric Brook     |  |
| Manager:  |    |                |  |
| Wilf Wild |    |                |  |

| REGOLE DELLA PARTITA - Gara unica. - Tempi supplementari in caso di pareggio al 90°. - Ripetizione in caso di ulteriore parità dopo i tempi supplementari. |